# Wydawnictwo Format
Wydawnictwo Format – wrocławskie wydawnictwo specjalizujące się w wydawaniu książek obrazkowych o charakterze artystycznym (tzw. picture books), które skierowane są do dzieci i dorosłych. Publikacje otrzymują liczne nagrody  i jako odbiegające od masowych standardów, są chętnie wybierane przez kolekcjonerów.
Format publikuje książki współczesnych pisarzy, takich jak Marek Bieńczyk, Dick Bruna, Iwona Chmielewska, Marie Desplechin, Dorota Hartwich, Janosch, Hubert Klimko-Dobrzaniecki, Jean-François Martin, Simms Taback, Tomi Ungerer, Agnieszka Wolny-Hamkało, Wojciech Widłak, jak również wielkie dzieła klasycznych twórców, jak Ezop i François Rabelais. Ponadto Wydawnictwo współpracuje z najlepszymi europejskimi ilustratorami, m.in. Ludovicem Debeurme, Emmanuelle Houdart, Pawłem Pawlakiem.
Format regularnie wydaje bezpłatny magazyn Format Książki, w którym publikowane są wywiady z autorami i ilustratorami, recenzje oraz grafiki z książek.

## Nagrody i wyróżnienia
- Nussi i coś więcej, Marek Bieńczyk, ilustr. Adam Wójcicki

Pióro Fredry 2012
- Bajki, Ezop, ilustr. Jean-François Martin

Nagroda główna w konkursie Komitetu Ochrony Praw Dziecka 2012 „Świat przyjazny dziecku"
- Księżycolud, Tomi Ungerer

Przecinek i kropka – 10 najlepszych książek dla dzieci 2011 – konkurs organizowany przez EMPiK – nominacja
Nagroda Polskiej Sekcji IBBY DONG 2012 – nominacja
- Przygody rodziny Mellopsów, Tomi Ungerer

Wyróżnienie w konkursie Komitetu Ochrony Praw Dziecka 2011 „Świat przyjazny dziecku"
- Płaszcz Józefa, Simms Taback

Nagroda Główna w konkursie Komitetu Ochrony Praw Dziecka 2009 „Świat przyjazny dziecku"
Duży Dong – konkurs na książkę roku 2009 polskiej sekcji IBBY – wyróżnienie
Przecinek i kropka – 10 najlepszych książek dla dzieci 2009 – konkurs organizowany przez EMPiK – wyróżnienie
- Seria Miffy, Dick Bruna

Nagroda Główna w konkursie Komitetu Ochrony Praw Dziecka 2009 „Świat przyjazny dziecku"
- Sekretne życie Krasnali w Wielkich Kapeluszach, Wojciech Widłak, ilustr. Paweł Pawlak

Książka Roku – konkurs polskiej sekcji Ibby – nominacja
Bestsellerek Roku – nominacja
Biblioteka Raczyńskich w Poznaniu „Książki Jesieni 2008” – wyróżnienie
- Audiobook Sekretne życie Krasnali w Wielkich Kapeluszach, czyta Jan Peszek, oprawa muz. Małe Instrumenty

Książka AUDIO Roku 2009 – II miejsce w kategorii „Głosowanie internautów”
- Anastazy, Przemysław Wechterowicz, ilustr. Jagoda Kidawa

Bestsellerek Roku – nominacja
- Puszka-Cacuszko, Lech Janerka, ilustr. Tomasz Broda

Nagroda Główna w konkursie Komitetu Ochrony Praw Dziecka 2006 „Świat przyjazny dziecku"
Pióro Fredry 2007 – wyróżnienie
- Bajka o kochaniu, Dorota Hartwich, ilustr. Tomasz Jakub Sysło

Nagroda Główna w konkursie Komitetu Ochrony Praw Dziecka 2007 „Świat przyjazny dziecku"
Konkurs Najpiękniejsza Książka Roku PTWK 2007 – wyróżnienie
Pióro Fredry 2007 – wyróżnienie
- Nochal Czarodziej, Agnieszka Wolny-Hamkało, ilustr. Antek Wajda

Pióro Fredry 2007 – wyróżnienie
- Słony Skarb. Przewodnik po Wieliczce, Barbara Gawryluk, ilustr. Dorota Rewerenda

Wyróżnienie Magellan 2012

## Publikacje
- Auto Ferdynand, Janosch, Wrocław 2013
- Zagadkowa koperta listonosza Artura, Gerard Moncomble, ilustr. Paweł Pawlak, Wrocław 2013
- Książę w cukierni, Marek Bieńczyk, ilustr. Joanna Concejo, Wrocław 2013
- Cztery zwykłe miski, Iwona Chmielewska, Wrocław 2013
- Szczęśliwi rodzice, Laetitia Bourget, ilustr. Emmanuelle Houdart, Wrocław 2013
- Bangsi, Hubert Klimko-Dobrzaniecki, ilustr. Marcin Dopieralski, Wrocław 2012
- Cyrkowcy, Marie Desplechin, ilustr. Emmanuelle Houdart, Wrocław 2012
- Gargantua, Francois Rabelais, ilustr. Ludovic Debeurme, Wrocław 2012
- Wynalazca, Jean-Francois Martin, Wrocław 2012
- Nussi i coś więcej, Marek Bieńczyk, ilustr. Adam Wójcik, Wrocław 2012
- To nie jest książka. Burz i twórz!, Anna Wziątek (wersja polska), Wrocław 2012
- Złota księga kokeshi, Annelore Parot, Wrocław 2012
- Bajki, Ezop, ilustr. Jean-Francois Martin, Wrocław 2011
- Aoki, Annelore Parot, Wrocław 2011
- Księżycolud, Tomi Ungerer, Wrocław 2011
- Otto, Tomi Ungerer, Wrocław 2011
- Love round and round/Bajka o kochaniu (aplikacja na urządzenia mobilne), Dorota Hartwich, Tomasz Jakub Sysło, Wrocław 2011
- ORWO. Antologia, praca zbiorowa, Wrocław 2011
- A kuku! Miffy w zagrodzie, Dick Bruna, Wrocław 2011
- A kuku, Miffy!, Dick Bruna, Wrocław 2011
- Słony skarb. Przewodnik dla dzieci po Wieliczce, Barbara Gawryluk, ilustr. Dorota Rewerenda-Młynarczyk, Wrocław  2011
- Przygody rodziny Mellopsów, Tomi Ungerer, Wrocław 2010
- Małe instrumenty grają Chopina, Paweł Romańczuk, Dorota Hartwich, ilustr. Marcin Ożóg, Wrocław 2010
- Yumi, Annelore Parot, Wrocław 2010
- Miffy w przedszkolu, Dick Bruna, Wrocław 2010
- Miffy nad morzem, Dick Bruna, Wrocław 2010
- Trzej zbójcy, Tomi Ungerer, Wrocław 2009
- Płaszcz Józefa, Simms Taback, Wrocław 2009
- Miffy, dziadek i babcia, Dick Bruna, Wrocław 2009
- Miffy i króliczątko, Dick Bruna, Wrocław 2009
- Sekretne życie Krasnali w Wielkich Kapeluszach (audiobook), czyta Jan Peszek, oprawa muz. Małe Instrumenty, Wrocław 2009
- Miffy, Dick Bruna, Wrocław 2008
- Miffy w ZOO, Dick Bruna, Wrocław 2008
- Urodziny Miffy, Dick Bruna, Wrocław 2008
- Anastazy, Przemysław Wechtowicz, ilustr. Jagoda Kidawa, Wrocław 2008
- Dobrej nocy i sza, Dorota Hartwich, ilustr. Jerzy Głuszek, Wrocław 2008
- Sekretne życie Krasnali w Wielkich Kapeluszach, Wojciech Widłak, ilustr. Paweł Pawlak, Wrocław 2008
- Nochal Czarodziej, Agnieszka Wolny-Hamkało, ilustr. Antek Wajda, Wrocław 2007
- Bajka o kochaniu, Dorota Hartwich, ilustr. Tomasz Jakub Sysło, Wrocław 2007
- Puszka-Cacuszko, Lech Janerka, ilustr. Tomasz Broda, Wrocław 2006